# Hawks d'Atlanta
Pour les articles homonymes, voir Hawks.
Maillots
Actualités
Les Hawks d’Atlanta (en anglais : Atlanta Hawks « les rapaces d’Atlanta ») sont une franchise professionnelle de basket-ball de la National Basketball Association (NBA) basée à Atlanta en Géorgie. Ils font partie de la Conférence Est et de la Division Sud-Est. Ils disputent leurs rencontres à domicile à la State Farm Arena située dans le centre-ville d'Atlanta.
Fondée à Moline, Illinois en 1946 sous le nom des Blackhawks des Tri-Cities, cette équipe fait partie de la National Basketball League (NBL) lorsqu'elle rejoint la National Basketball Association (NBA) en 1949. Lors de son déménagement à Milwaukee en 1951, la franchise prend le nom de Hawks de Milwaukee. Elle s'installe à Saint Louis en 1955 où elle remporte son unique titre de champion NBA en 1958. Cette équipe est présente à Atlanta depuis 1968.
Les Hawks n'ont plus remporté le titre NBA depuis 1958. Il s'agit de la deuxième franchise, après les Kings de Sacramento, à posséder la période la plus longue sans titre. Toutes les participations des Hawks en Finales NBA datent de l’époque où la franchise était basée à Saint Louis.
Ces résultats s’expliquent en partie à cause des mauvais choix effectués lors de la draft de la NBA. En effet, depuis 1980 seuls cinq joueurs draftés par la franchise (Doc Rivers, Kevin Willis, Al Horford, Jeff Teague et Trae Young) ont été sélectionnés pour disputer un All-Star Game.

## Historique de la franchise

### Des débuts difficiles (1946-1954)
À l'origine basée à Buffalo, la franchise déménage très vite (après 38 jours) dans l'Illinois et prend le nom de Tri-Cities Blackhawks. Ce nom fait référence à la guerre de Black Hawk, un conflit opposant en 1832 l'armée américaine à une tribu Indienne menée par le chef Black Hawk alors que celle-ci cherche à récupérer ses terres au nord de l'Illinois.
La franchise est partagée par trois villes voisines surnommées Tri-Cities et situées sur les bords du fleuve Mississippi : Moline, Rock Island (Illinois) et Davenport (Iowa). L'équipe évolue dans la National Basketball League (NBL). En 1949, les Blackhawks font partie des cinq équipes de la NBL qui rejoignent la National Basketball Association, un nouveau championnat composé de 17 équipes.
Lors de sa première saison au sein de la NBA, la franchise remplace, après 6 défaites en 7 matchs, l'entraîneur Roger Potter par Red Auerbach. Il conduit l'équipe à un bilan de 29 victoires pour 35 défaites. Malgré ce bilan négatif les Blackhawks se qualifient pour les playoffs mais chutent au premier tour face aux Packers d'Anderson.
À l'intersaison, Red Auerbach quitte les Blackhawks pour rejoindre les Celtics de Boston. La franchise sélectionne en troisième choix de la draft 1950 le meneur Bob Cousy qui est échangé aux Stags de Chicago contre Gene Vance. Bob Cousy rejoint peu de temps après Boston à la suite de la faillite des Stags et deviendra un membre du Hall of Fame tandis que Gene Vance dispute 71 rencontres au cours de ses trois saisons en NBA pour une moyenne de 6,6 points par match.
Au début de la saison 1950-1951, le championnat est réduit à 11 équipes. Les Blackhawks finissent derniers de la Division Ouest avec un bilan de 25 victoires et 43 défaites et connaissent trois coachs différents au cours de la saison.
À l'entame de la saison 1951-1952, le propriétaire Ben Kerner déménage la franchise à Milwaukee dans le Wisconsin. Les Hawks finissent derniers de leur Division au cours des deux saisons suivantes.

### Bob Pettit et les années fastes (1954-1968)

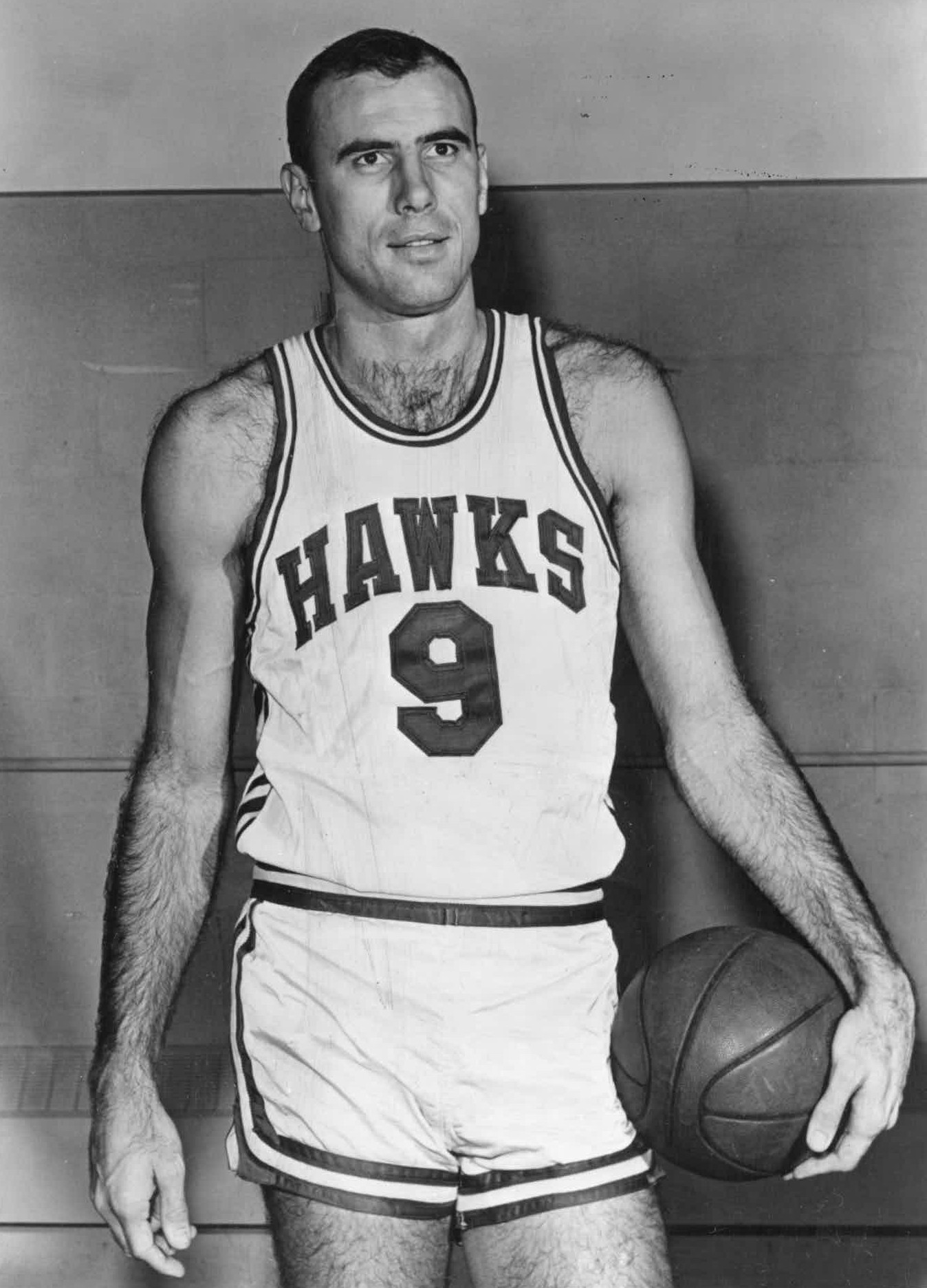
Bob Pettit en 1961.

Avec le second choix de la draft 1954, Milwaukee sélectionne l'ailier Bob Pettit. Ce joueur, qui va complètement bouleverser l'avenir de la franchise, finit quatrième meilleur marqueur du championnat dès sa première saison et remporte le titre de rookie de l'année. Milwaukee est cependant toujours dernier de sa Division.
Les mauvais résultats et l'affection des fans pour les Braves, l’équipe locale de baseball, incitent Ben Kerner à déménager une nouvelle fois son équipe de basket. En 1955 les Hawks s’installent donc à Saint Louis, dans le Missouri. Ce changement opère de façon positive sur le plan sportif puisque Bob Pettit remporte le premier titre de meilleur joueur en menant la ligue aux points et aux rebonds à l'issue de la saison. Avec 33 victoires et 39 défaites, les Hawks finissent seconds du championnat à égalité avec les Lakers de Minneapolis de George Mikan et se qualifient pour les playoffs pour la première fois depuis 1950. Ils éliminent Minneapolis en demi-finales de Division et échouent aux portes des Finales NBA face aux Pistons de Fort Wayne.
En 1956, les Hawks disposent du second choix de la draft. À l'époque, un système de sélection territoriale permet à une équipe de sélectionner un joueur ayant évolué dans une université voisine de la franchise : c'est le territorial pick. Les Celtics de Boston l'utilisent pour sélectionner Tom Heinsohn mais l'équipe de Red Auerbach convoite également Bill Russell, un pivot qui semble être doté de merveilleuses qualités défensives. Les Saint Louis Hawks sélectionnent Bill Russell en seconde position et le transfèrent aux Celtics contre le All-Star Ed Macauley et le rookie Cliff Hagan. Bien que ces deux joueurs firent une carrière satisfaisante, les Hawks ont tout simplement laissé passer le meilleur pivot défensif de l'histoire qui aida par la suite Boston à conquérir huit titres consécutifs.
En 1957, après un départ difficile, l'équipe finit première de la Division Ouest à égalité avec les Lakers de Minneapolis et les Pistons de Fort Wayne. Bob Pettit finit deuxième meilleur marqueur du championnat mais passe la fin de la saison avec le poignet dans le plâtre. L'équipe se fraie un chemin jusqu'en Finales NBA et se retrouve opposée à Boston, une équipe qui semble promise au titre. Une victoire 96-94 des Saint Louis Hawks, sur une claquette de Cliff Hagan dans les dernières secondes du match six, oblige les deux équipes à disputer un match sept décisif. Cette rencontre, diffusée à la télévision sur le réseau national, est considérée comme un des plus grands moments de l'histoire de la NBA. Après une double prolongation, Bob Pettit rate le tir au buzzer et les Saint Louis Hawks s'inclinent sur le score de 125 à 123, laissant Boston remporter son premier titre NBA.
La saison suivante la franchise remporte 41 victoires et finit en tête de la Division Ouest. Il s'agit de la première saison conclue sur un bilan positif de l'histoire des Hawks. Bob Pettit termine troisième marqueur et second rebondeur du championnat. Saint Louis retrouve Boston lors des Finales 1958. La série s'annonce disputée mais Bill Russell est victime d'une entorse à la cheville lors du troisième match. Tout devient alors plus facile pour les Hawks qui remportent leur premier titre NBA à l'issue du match six lors au cours duquel Bob Pettit marque 50 points, record en playoffs à l'époque. Ce titre NBA est à ce jour le seul remporté par la franchise.
En 1959, l’équipe se renforce avec le pivot Clyde Lovellette. Bob Pettit finit meilleur marqueur du championnat et remporte son second titre de meilleur joueur de la ligue. Les Hawks qui terminent la saison sur un bilan de 49 victoires et 23 défaites semblent devoir retrouver les Celtics en Finales pour la troisième année consécutive mais lors des Finales de Division ils se font surprendre en six matchs par Minneapolis et son rookie Elgin Baylor.
En 1960, Saint Louis remporte la Division Ouest pour la troisième année de suite avec seize victoires de plus que son dauphin, les Pistons de Detroit. Après avoir disputé un match sept face à Minneapolis en Finales de Division, la franchise retrouve Boston, son éternel rival, en Finales NBA. Cette fois-ci la meilleure défense du championnat, 110 points encaissés par match, ne peut rien faire face à Bill Russell qui capte 35 rebonds lors du match sept. Boston s'impose 122-103 lors du match décisif et remporte à nouveau le titre NBA.
Lors de la draft 1960, les Hawks sélectionnent Lenny Wilkens. Ils finissent en tête de leur Division mais épuisés par la série face aux Lakers, qui résident désormais à Los Angeles, les Hawks sont balayés en cinq matchs par les Celtics de Boston en Finales NBA.
La saison 1961-1962 s'avère catastrophique. Lenny Wilkens doit remplir ses obligations militaires et Clyde Lovellette se blesse à la mi-saison. Après cinq saisons au sommet de la NBA, l'équipe ne se qualifie pas pour les playoffs.
Les Hawks redeviennent compétitifs la saison suivante. Ils profitent de l'effondrement d'une ligue concurrente, l'American Basketball League (ABL), pour se renforcer et finir seconds à l'Ouest. Le rookie Zelmo Beaty est sélectionné dans la All-Rookie Team et l'entraineur Harry Gallatin remporte le premier titre d'entraîneur de l'année. Saint Louis est éliminé en sept matches par les Lakers de Los Angeles en finales de Division.
En 1963, la franchise signe le vétéran Richie Guerin en provenance de New York. Les Hawks finissent seconds à l'Ouest mais échouent, à nouveau, en sept matchs en finales de Division face aux Warriors de San Francisco de Wilt Chamberlain.
Les blessures de Bob Pettit et de Richie Guerin rendent la saison 1964-1965 difficile. Harry Gallatin est remplacé par Richie Guerin qui devient alors joueur-entraîneur. Les Hawks se maintiennent toujours à la seconde place de la Division Ouest mais sont éliminés dès le premier tour des playoffs par les Bullets de Baltimore.
En 1965, Bob Pettit décide de prendre sa retraite après onze saisons et 792 matchs disputés sous le maillot des Hawks. Il affiche une moyenne en carrière de 26,4 points et de 16,2 rebonds. Il a disputé quatre finales et remporté un titre NBA. Il a également obtenu quatre fois le titre de meilleur joueur du All-Star Game et deux fois le titre de meilleur joueur de la saison. Bob Pettit est également le premier joueur de l'histoire à avoir franchi le cap des 20 000 points inscrits en carrière.
Au début de la saison 1965-1966, Cliff Hagan est le seul joueur rescapé de l'équipe championne NBA en 1958. Affaiblie, Saint Louis crée malgré tout la surprise et s'incline face à Los Angeles lors du septième match des Finales de Division.
Lors de la draft 1966, les Hawks sélectionnent Lou Hudson. Le rookie devient le meilleur marqueur de l'équipe dès sa première année avec 18 points de moyenne.
Cliff Hagan rejoint les Dallas Chapparals de l'American Basketball Association (ABA). L’équipe qui repose désormais sur Zelmo Beaty, Bill Bridges et Lenny Wilkens échoue à nouveau en Finales de Division face à San Francisco.
En 1967, Lou Hudson, qui a hésité à rejoindre l'ABA, doit effectuer son service militaire et ne joue que la moitié de la saison. Richie Guerin prend sa retraite en tant que joueur et occupe désormais le poste d’entraîneur à plein temps. Paul Silas explose après trois saisons passées sur le banc et les Hawks remportent 56 victoires à la fin de la saison. Lors des playoffs, ils se font surprendre par San Francisco qui les éliminent en six matchs dès le premier tour.

### Les premières années à Atlanta (1968-1982)
Le 3 mai 1968, le propriétaire Ben Kerner décide de vendre la franchise, pensant que les Hawks ne peuvent pas rester viables économiquement s'ils restent à Saint Louis au sein d'un championnat qui compte désormais 14 équipes et qui doit faire face à la concurrence féroce de l'American Basketball Association (ABA).
Les nouveaux propriétaires déménagent alors la franchise à Atlanta qui a validé la construction de l'Omni Coliseum, une salle de 16.500 places où les Hawks disputent leurs matchs à domicile à partir de 1972.
En octobre 1968, Lenny Wilkens est échangé contre Walt Hazzard des Sonics de Seattle. Les Atlanta Hawks sont éliminés en cinq matchs par les Lakers de Los Angeles en Finales de Division.
En 1970, la franchise remporte son premier titre de la Division Ouest mais échoue à nouveau en Finales de Division face à une équipe de Los Angeles menée par Wilt Chamberlain et Elgin Baylor.
La sélection de Pete Maravich lors de la draft 1970 n'empêche pas les Hawks de finir en dessous de la barre des 50 % de victoires au cours des deux années suivantes. La franchise se qualifie malgré tout pour les playoffs mais se fait éliminer à chaque fois dès le premier tour. Le duo Lou Hudson - Pete Maravich fait néanmoins des merveilles en totalisant à eux deux plus de 50 points par match durant leurs meilleures années.
En 1971, Bob Pettit devient le premier joueur de la franchise à être élu au Hall of Fame.  

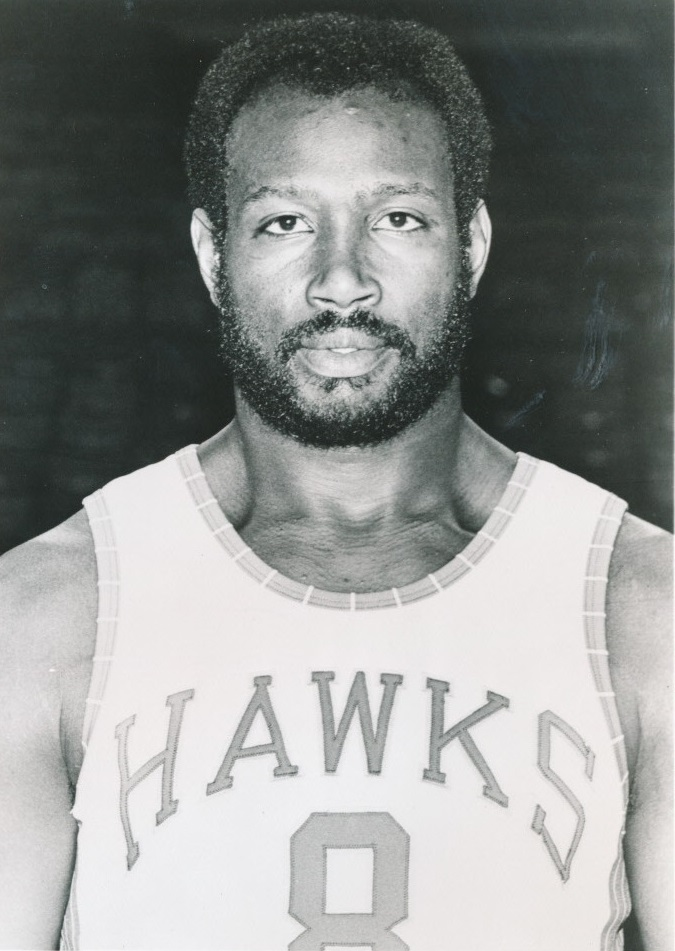
Walt Bellamy, champion olympique en 1960, sous le maillot des Atlanta Hawks en 1972

En 1972, Richie Guerin quitte ses fonctions d'entraineur après huit années à la tête des Hawks. Avec 327 victoires, il est l’entraineur le plus victorieux de l'histoire de la franchise. Il est remplacé par Cotton Fitzsimmons qui mène Atlanta à un bilan de 46 victoires et 36 défaites à l'issue de la saison 1972-1973. Les Hawks échouent dès le premier tour des playoffs pour la troisième année consécutive.
Les résultats collectifs décevants durant la saison 1973-1974 mettent fin à une série d'apparitions en playoffs longue de onze saisons. Au cours de l'été, Pete Maravich est transféré vers la franchise du Jazz de La Nouvelle Orléans contre Dean Meminger, Bob Kauffman, deux premiers choix de draft 1974 et 1975 et deux seconds tours de draft 1975 et 1976.
L'équipe n'atteint toujours pas les playoffs et voit même ses premiers choix de la draft 1975, David Thompson et Marvin Webster, rejoindre les Nuggets de Denver en ABA. L'entraineur Hubie Brown, qui a mené les Colonels du Kentucky au titre ABA en 1975, prend les commandes de la franchise à l'entame de la saison 1976-1977, mais sans plus de succès. Les Hawks ne se qualifient pas pour les playoffs pour la quatrième année consécutive.
En janvier 1977, Ted Turner met fin aux rumeurs de déménagement en annonçant l'achat de la franchise. Après onze saisons passées à Saint Louis et Atlanta, Lou Hudson est échangé aux Lakers de Los Angeles contre Ollie Johnson. Lors de la draft, Atlanta sélectionne l’arrière Eddie Johnson et le pivot Tree Rollins qui deviendra, quelques années plus tard, le meilleur contreur de l'histoire de la franchise.
En 1978, Hubie Brown remporte le titre d'entraineur de l'année après avoir mené l'équipe à un bilan de 41 victoires pour 41 défaites. Atlanta retrouve les playoffs pour la première fois en cinq saisons et remporte même 46 victoires la saison suivante. Les Hawks sont cependant éliminés à chaque fois des playoffs par les Bullets de Washington.
La franchise gagne le titre de la Division Centrale en 1980 et termine la saison avec 50 victoires pour la première fois depuis douze ans. Cette performance n'est pas confirmée lors des playoffs puisque l'équipe est éliminée au second tour, par les Sixers de Philadelphie de Julius Erving. Inexplicablement, l'équipe s'effondre la saison suivante en ne remportant que 31 matchs. L'entraineur Hubie Brown est limogé et remplacé par Mike Fratello. En 1981-1982, sous la direction de Kevin Loughery, l'équipe devient la meilleure défense de la NBA et accroche une place en playoffs. Les Hawks chutent à nouveau face à Philadelphie dès le premier tour.

### La période Dominique Wilkins (1982-1994)
Le 3 septembre 1982, Atlanta échange John Drew et Freeman Williams contre le rookie Dominique Wilkins, choisi en troisième position de la draft par le Jazz de l'Utah. Malgré une sélection dans la All-Rookie Team, l'impact de Dominique Wilkins sur les résultats de la franchise n'est pas immédiat. Au cours des années suivantes, Atlanta va poursuivre son recrutement avec le meneur Glenn "Doc" Rivers en 1983, l'ailier fort Kevin Willis en 1984 et les remplaçants Jon Koncak et Spud Webb en 1985.
Les Hawks disputent les playoffs en 1983 et 1984 mais ne franchissent pas le premier tour avant 1986. Cette année-là, sous l'impulsion de Dominique Wilkins, sélectionné pour la première fois au All Star Game et meilleur marqueur de la ligue avec 30 points de moyenne par match, l'équipe atteint les 50 victoires pour la seconde fois seulement depuis son installation à Atlanta. Spud Webb créé la sensation en remportant le Slam Dunk Contest du haut de son mètre 70 et Mike Fratello est élu entraîneur de l'année. Les Hawks sont cependant éliminés par la meilleure équipe de la saison, les Celtics de Boston, au second tour des playoffs, en s'inclinant de 33 points dans le cinquième et dernier match.
En 1987, Atlanta réalise la meilleure saison de son histoire avec un bilan de 57 victoires et 25 défaites et remporte son troisième titre de Division. Le pivot Tree Rollins devient le deuxième meilleur contreur de l'histoire de la NBA. Les Hawks chutent à nouveau en cinq matchs au second tour des playoffs face aux Pistons de Détroit.
En 1988, Dominique Wilkins livre un duel somptueux face à Michael Jordan lors du Slam Dunk Contest à Chicago. Lors des playoffs, Atlanta se retrouve opposé à Boston en demi-finales de Conférence. Les Hawks perdent l'occasion de mettre un terme à la série en s'inclinant à domicile lors du match six. Un septième match, disputé au Boston Garden, est nécessaire pour départager les deux équipes. Dans le dernier quart temps de cette rencontre, Larry Bird et Dominique Wilkins vont se livrer une véritable bataille offensive. Dominique Wilkins inscrit au total 47 points et Larry Bird marque 34 points dont 20 points dans les dix dernières minutes. Les Hawks s'inclinent sur le score de 118 à 116.
À l'été 1989, la franchise signe le vétéran Moses Malone. Malgré la blessure de Kevin Willis, absent durant toute la saison, l'équipe atteint à nouveau la barre des 50 victoires mais se fait éliminer au premier tour par les Bucks de Milwaukee.
Dominique Wilkins fait alors partie des meilleurs marqueurs de la ligue. Son jeu spectaculaire lui vaut d’ailleurs le surnom de "Human Highlight Film". Cependant en tant que leader de la franchise il n'arrive pas à qualifier Atlanta au-delà des demi-finales de Conférence et cela malgré ces quatre saisons consécutives où les Hawks affichent un bilan de 50 victoires au minimum.
De nombreuses blessures au cours de la saison 1989-1990 mettent fin à cette série de saisons victorieuses. Avec 41 victoires pour autant de défaites, les Hawks n'accèdent pas aux playoffs.
En mai 1990, Bob Weiss remplace Mike Fratello qui devient, avec 324 victoires en six ans, le second entraineur le plus victorieux de l'histoire de la franchise. Atlanta retrouve les playoffs mais se fait éliminer dès le premier tour par Detroit.
En 1991, la franchise opère plusieurs changements importants. Doc Rivers, meilleur passeur de l'histoire de la franchise, est échangé aux Clippers de Los Angeles contre trois choix de draft. Atlanta sélectionne Stacey Augmon quelques mois plus tard. Spud Webb est quant à lui transféré aux Kings de Sacramento.
Le 28 janvier 1992, Dominique Wilkins se blesse au tendon d'Achille et reste écarté des terrains jusqu’à la fin de la saison. En l'absence de leader, les Hawks finissent avec un bilan de 38 victoires et 44 défaites. Kevin Willis en profite pour réaliser l'une des meilleures saison de sa carrière avec 18,3 points et 15,5 rebonds de moyenne. Atlanta décide de s'appuyer sur un nouveau tandem d’arrières composé de Stacey Augmon et de Mookie Blaylock, recruté en début de saison.
Le retour de Dominique Wilkins la saison suivante permet d'obtenir une place en playoffs. Le 2 février 1993, il devient le meilleur marqueur de l'histoire de la franchise en devançant le mythique Bob Pettit. Atlanta se fait éliminer dès le premier tour par les Bulls de Chicago, futurs champions NBA.
Au début de la saison 1993-1994, Lenny Wilkens, ancien joueur de la franchise dans les années 60, devient le nouvel entraîneur. Son style défensif permet à l'équipe d'égaler son record de victoires à l'issue de la saison et de remporter ainsi un quatrième titre de Division. En février 1994, après 882 rencontres, neuf sélections en tant que All-Star et plus de 23 000 points inscrits en douze ans, Dominique Wilkins est échangé aux Clippers de Los Angeles contre Danny Manning qui s'engage quelques mois plus tard avec les Suns de Phoenix. Mookie Blaylock puis Lenny Wilkens, en tant qu'entraineur de la sélection Est, sont sélectionnés pour le All Star Game de Minneapolis. Les Hawks sont battus en demi-finales de Conférence par les Pacers de l'Indiana. Lenny Wilkens est nommé entraîneur de l'année.

### L'après Wilkins et l'arrivée de Dikembe Mutombo (1994-1999)
Au début de la saison 1994-1995, les Hawks échangent Kevin Willis au Heat de Miami contre Steve Smith et Grant Long. Cet échange fait suite au départ de Danny Manning. Il modifie la configuration de la franchise qui passe d'une équipe puissante à l'intérieur avec le duo Manning-Willis à une équipe basée sur un duo d'arrières talentueux avec Smith et Blaylock. Le 6 janvier 1995, Lenny Wilkens devient l'entraineur le plus victorieux de l'histoire de la NBA. La défense des Hawks menée par Mookie Blaylock ne cache pas les lacunes offensives et Atlanta est éliminée par Indiana lors du premier tour des playoffs.  

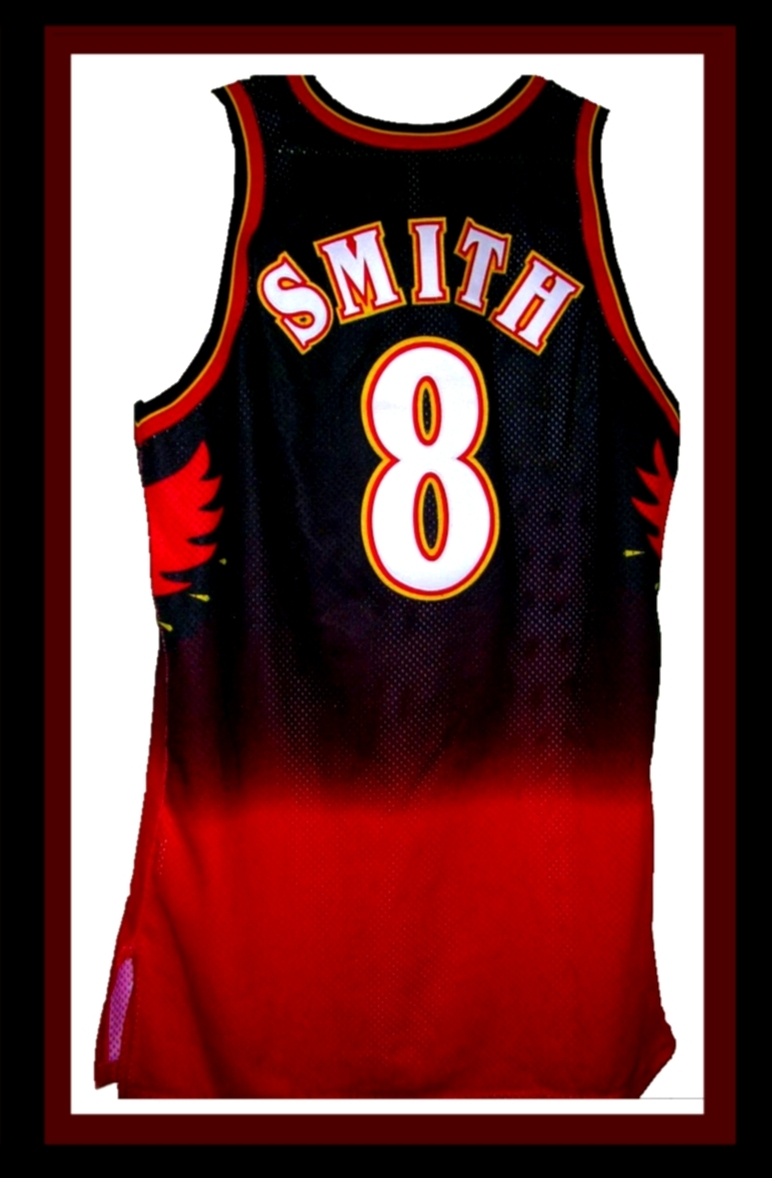
Maillot de Steve Smith lors de la saison 1997-1998

Le 1er mars 1996, Lenny Wilkens établit un nouveau record en devenant le premier entraineur de l'histoire à remporter 1000 victoires. Christian Laettner intègre l'effectif de la franchise. Les Hawks finissent avec un bilan de 46 victoires et 36 défaites et éliminent Indiana au premier tour des playoffs en remportant le match sept sur le parquet des Pacers. Ils sont éliminés au second tour par Shaquille O'Neal et Anfernee Hardaway du Magic d'Orlando.
À l'été 1996, Atlanta signe Dikembe Mutombo, l'un des meilleurs pivots défensifs de l'histoire. L'arrivée du pivot Congolais va considérablement modifier le visage de la franchise. Dikembe Mutombo, sélectionné avec Christian Laettner au All Star Game de Cleveland, remporte, à l'issue de la saison, son second titre de meilleur défenseur de l'année. Son association avec Steve Smith et Mookie Blaylock permet aux Hawks de remporter 56 victoires et d'atteindre les demi-finales de Conférence pour la troisième fois en quatre ans. Atlanta est cependant éliminé par les Bulls de Chicago, en route pour leur quatrième titre NBA.
La saison 1997-1998 apporte de nombreuses satisfactions malgré les blessures de nombreux joueurs. Steve Smith, leader de la franchise aux points et Dikembe Mutombo sont sélectionnés pour le All Star Game à New-York. Ce dernier, avec 14.4 points, 11.4 rebonds et 3,3 contres remporte à nouveau le titre de meilleur défenseur de l'année. Mookie Blaylock mène la ligue aux interceptions. Alan Henderson remporte le titre de joueur ayant le plus progressé. L'équipe atteint une nouvelle fois la barre des 50 victoires et 62.046 fans se pressent dans le Georgia Dome lors d'une rencontre face aux Chicago Bulls. Ces performances individuelles n’empêchent pas une nouvelle désillusion au moment des playoffs où les Hawks sont éliminés dès le premier tour par les Hornets de Charlotte.
En 1999, la saison est écourtée à cause du lock-out et malgré les blessures, les Hawks finissent avec un bilan positif pour la septième saison consécutive. Ils éliminent Detroit lors du premier tour des playoffs mais chutent à nouveau au second tour face à une surprenante équipe des Knicks de New York. Au cours de l'été, Steve Smith est échangé aux Trail Blazers de Portland contre Isaiah Rider et Jim Jackson tandis que Mookie Blaylock, meilleur intercepteur de l'histoire de la franchise, rejoint les Warriors de Golden State.

### Une reconstruction ratée (2000-2005)
Au début de la saison 1999-2000, les fans découvrent la Philips Arena, une toute nouvelle salle qui succède au vieillissant Omni Coliseum détruit en 1997 et au Georgia Dome, stade de football américain dans lequel les Hawks évoluent au cours des deux dernières années.
Les profonds changement opérés au cours de l’été 1999 amènent l'équipe à réaliser une mauvaise saison en ne remportant que 28 victoires. Dikembe Mutombo est une nouvelle fois sélectionné pour le All Star Game et obtient le titre de meilleur rebondeur pour la première fois de sa carrière. Le rookie Jason Terry fait naitre beaucoup d’espoir pour l'avenir de la franchise. Les mauvais résultats de la fin de saison et la non qualification pour les playoffs amènent Lenny Wilkens, l'entraineur le plus victorieux de l'histoire, à quitter Atlanta.
Au cours des cinq années suivantes, les Hawks vont multiplier les transferts et faire appel à de nombreux joueurs vétérans (Shareef Abdur-Rahim, Toni Kukoč, Theo Ratliff, Glenn Robinson, Rasheed Wallace, Kevin Willis, Kenny Anderson) pour essayer de reconstruire la franchise mais Atlanta ne gagne pas plus de 35 matchs au cours de cette période.
En février 2001, Dikembe Mutombo est transféré à Philadelphie contre Theo Ratliff. En cinq ans et 343 rencontres, le pivot congolais a des moyennes de 11,9 points, 12,6 rebonds et 3,2 contres de moyenne par match. Il est également sélectionné quatre fois au All Star Game et remporte deux titres de meilleur défenseur de l'année.
La même année, Atlanta sélectionne en troisième choix de la draft, le joueur espagnol Pau Gasol mais l'échange aussitôt à Memphis contre Shareef Abdur-Rahim, joueur plus expérimenté.
En février 2003, la Philips Arena accueille la 53e édition du All Star Game. Le joueur français Boris Diaw est sélectionné lors de la draft.
Le 31 mars 2004, la franchise est vendue par Time Warner au groupe Atlanta Spirit LLC, composé de neuf investisseurs dont Bruce Levenson.
Lors de la draft 2004, Atlanta sélectionne Josh Childress puis Josh Smith. Les deux joueurs sont sélectionnés, à l'issue de la saison, dans la deuxième équipe de la All-Rookie Team et Josh Smith remporte le Slam Dunk Contest lors du All Star Game 2005. Malgré tout, les Hawks réalisent la plus mauvaise saison de leur histoire avec 13 victoires pour 69 défaites.
Ces mauvais résultats placent la franchise en bonne position pour la draft 2005. Ils obtiennent le deuxième choix et sélectionnent, devant Deron Williams et Chris Paul, le champion universitaire Marvin Williams qui a évolué une saison dans les rangs de North Carolina.

### L'ère Joe Johnson (2005-2012)
Le 19 août 2005, les Hawks obtiennent Joe Johnson, qui vient de clore sa meilleure saison NBA avec les Suns de Phoenix, en échange de Boris Diaw et de deux premiers choix de draft. Ils signent également le pivot géorgien Zaza Pachulia en provenance de Milwaukee.
Dès sa première saison à Atlanta, Joe Johnson devient le leader de la franchise et mène les Hawks dans plusieurs catégories statistiques. Ces performances lui valent d’être sélectionné au sein de l'équipe nationale américaine pour disputer le Championnat du Monde au Japon en 2006. Ces résultats, associés à ceux de Zaza Pachulia et de Josh Smith, deuxième meilleur contreur du championnat, font naitre beaucoup d'espoir pour les Hawks malgré un bilan de 26 victoires et 56 défaites à la fin de la saison. À l'été 2006, Dominique Wilkins devient le second joueur de l'histoire de la franchise à être élu au Hall of Fame.

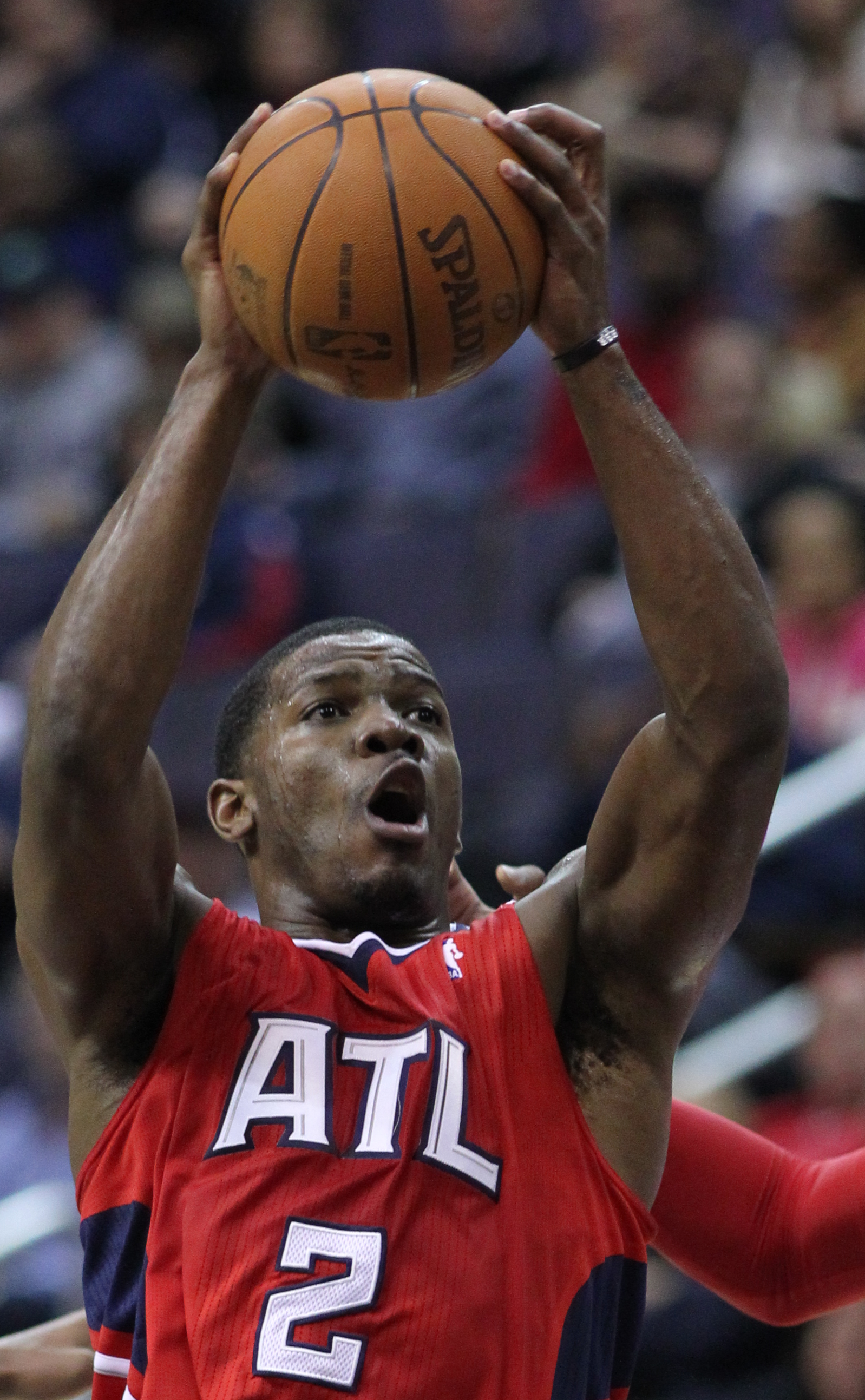
Joe Johnson.

 La saison 2006-2007 est marqué par de nombreuses blessures. Quatre des sept principaux joueurs de la franchise manquent au minimum 20 matchs. Joe Johnson est sélectionné au All Star Game de Las Vegas. Les Hawks ne se qualifient toujours pas pour les playoffs mais voient cependant leur bilan s'améliorer pour la troisième année consécutive. Avec des joueurs comme Joe Johnson, Josh Smith, Zaza Pachulia, Marvin Williams et Josh Childress, les Hawks visent les playoffs à court terme.
Atlanta sélectionne en troisième choix de la draft 2007, Al Horford, champion NCAA avec les Florida Gators. Lors de la saison 2007-2008, Joe Johnson est sélectionné pour la seconde fois au All Star Game tandis que Josh Smith finit deuxième meilleur contreur de la saison. Al Horford est, quant à lui, sélectionné au sein de la All-Rookie Team. En février 2008, Atlanta obtient le meneur vétéran Mike Bibby des Kings de Sacramento en échange de Shelden Williams, Anthony Johnson, Tyronn Lue, Lorenzen Wright et d'un second tour de draft 2008. Malgré un bilan négatif de 37 victoires et 45 défaites, Atlanta se qualifie pour les playoffs pour la première fois depuis 1999. Ils sont éliminés, dès le premier tour, par les futurs champions NBA, les Celtics de Boston, à l'issue d'une série en sept matchs.
Pour la saison 2008-2009, l’équipe n’opère aucun changement majeur. Joe Johnson est sélectionné pour la troisième fois de suite au All-Star Game et s'impose comme un des meilleurs joueurs de la ligue à son poste. Josh Smith est l'un des meilleurs défenseurs de la NBA. Les deux leaders, associés à Mike Bibby (14,9 points), Al Horford (11,5 points et 9,3 rebonds) et Marvin Williams (13,9 points) permettent aux Hawks de se qualifier une nouvelle fois pour les playoffs avec un bilan de 47 victoires et 35 défaites. C'est le premier bilan positif depuis dix ans. Atlanta finit quatrième de la Conférence Est et second de la Division Sud-Est. En playoffs, ils remportent le premier tour en sept matchs face à Miami et Dwyane Wade mais sont éliminés sèchement en demi-finale de Conférence par les Cavaliers de Cleveland de LeBron James (4-0).
Avec le 19e choix de la draft 2009, Atlanta sélectionne Jeff Teague de l'université de Wake Forest.
La saison 2009-2010 ressemble comme deux gouttes d'eau à la précédente. La franchise remporte 53 matchs dont 34 victoires à domicile et termine troisième de sa Conférence. Pour la première fois depuis 1998, deux joueurs de la franchise, Joe Johnson et Al Horford, sont sélectionnés pour le All Star Game. Jamal Crawford, qui signe à l'été 2009, remporte le trophée de meilleur sixième homme. Josh Smith est sélectionné parmi les meilleurs défenseurs du championnat. Lors des playoffs, Atlanta élimine Milwaukee en sept matchs mais pour la deuxième année consécutive échoue facilement en demi-finale de Conférence face à Dwight Howard et Orlando (4-0). L'entraîneur Mike Woodson est démis de ses fonctions et remplacé par Larry Drew.
Le 8 juillet 2010, Joe Johnson prolonge son contrat pour 123,7 millions de dollars sur six ans, faisant de lui l'un des joueurs les mieux payés de la NBA.
En février 2011, à quelques heures de la fin de la période des transferts, les Hawks se sépare du vieillissant Mike Bibby qui est cédé avec Maurice Evans et le rookie Jordan Crawford, aux Wizards de Washington contre Kirk Hinrich et Hilton Armstrong.
À l'issue de la saison 2010-2011, les Hawks finissent cinquième de la conférence Est. Ils retrouvent à nouveau Orlando dès le premier tour des playoffs mais remportent cette fois ci la série en six matchs. En demi-finale de Conférence, ils rencontrent les Bulls de Chicago, leader de la Conférence Est. Alors que les deux équipes sont à égalité dans cette série, les Hawks, qui mènent au score à l'entame du quatrième quart temps du match cinq, perdent l'occasion de s'imposer. Chicago et Derrick Rose finissent par remporter la série en six matchs.
En décembre 2011, Tracy McGrady, Jerry Stackhouse, Jason Collins, Vladimir Radmanovic, Jannero Pargo et Willie Green rejoignent la franchise.
La saison 2011-2012 est réduite à 66 matchs en raison du lock-out. Al Horford se blesse après onze matchs et reste écarté des parquets jusqu’à la fin de la saison. De nombreux joueurs passent par l'infirmerie et Atlanta finit cinquième de sa Conférence avec un bilan de 40 victoires et 26 défaites. Au premier tour des playoffs ils bénéficient cependant de l'avantage du terrain et se retrouvent opposés à Boston, champion de la division Atlantic. Alors que Boston mènent la série 3-1, les Hawks remportent le match cinq mais s'inclinent sur le parquet du TD Garden lors du match six.
Le 2 juillet 2012, les Hawks décident de transférer Joe Johnson aux Nets de Brooklyn contre Jordan Farmar, Anthony Morrow, Johan Petro, DeShawn Stevenson, Jordan Williams et un premier choix de draft 2013. Ils échangent également Marvin Williams contre Devin Harris du Jazz de l'Utah puis signent Lou Williams des Sixers de Philadelphie et Kyle Korver des Bulls de Chicago.
Le 25 juillet 2012, la franchise engage Danny Ferry en tant que general manager.
À la suite de l'arrivée de Danny Ferry et du transfert du leader Joe Johnson, la franchise décide de confier son avenir sur le jeune duo formé de Jeff Teague et Al Horford.

### L'ère Mike Budenholzer (2013-2017)

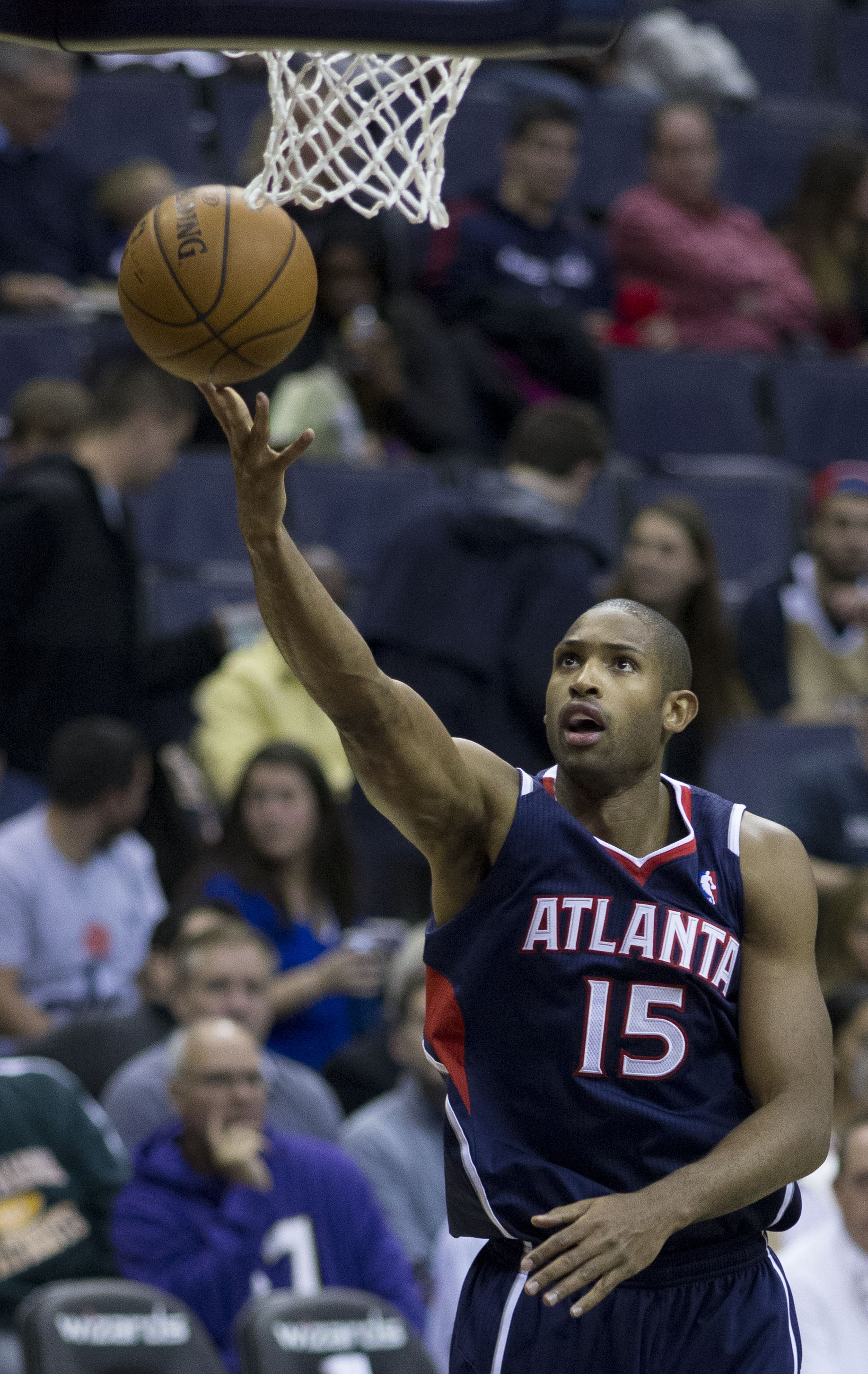
Al Horford

Après un beau début de saison 2012-2013 où Atlanta se défait de quelques très bonnes franchises, le meneur Lou Williams est victime, en janvier, d'une rupture des ligaments croisés tandis que le pivot Zaza Pachulia se blesse au tendon d’Achille. Avec un effectif affaibli, les Hawks résistent dans la Conférence Est, bataillant même dans les derniers matchs avec Chicago pour la cinquième place. Ils finissent sixième de leur Conférence avec un bilan de 44 victoires et 38 défaites et rencontrent au premier tour des play-offs les Pacers de l'Indiana, mené par le très surprenant Paul George. Les Hawks sont éliminés en six matchs.
En mai 2013, l'entraineur Mike Budenholzer succède à Larry Drew.
Atlanta bénéficie de deux premiers choix lors de la draft 2013 et sélectionne Dennis Schröder, meneur allemand de 19 ans et Shane Larkin. Les Hawks obtiennent également, lors d'un échange avec Dallas, les droits sur Mike Muscala et le pivot brésilien Lucas Nogueira.
À l'été 2013, Josh Smith décide de quitter à son tour la franchise et signe avec les Pistons de Detroit tandis que Zaza Pachulia rejoint Milwaukee. Les Hawks engagent Paul Millsap en provenance du Jazz de l'Utah.
Le 26 décembre 2013, Al Horford se déchire un muscle pectoral et doit mettre un terme à sa saison. Malgré un bilan négatif de 38 victoires pour 44 défaites, les Hawks finissent huitième de la Conférence Est et obtiennent le dernier billet qualificatif pour les playoffs. Ils sont cependant éliminés à nouveau dès le premier tour par les Pacers de l'Indiana en sept matchs.
Lors de la draft 2014, Atlanta sélectionne Adreian Payne. À l'été, Thabo Sefolosha, en provenance d'Oklahoma City, s'engage avec la franchise et Elton Brand prolonge son contrat pour une saison.

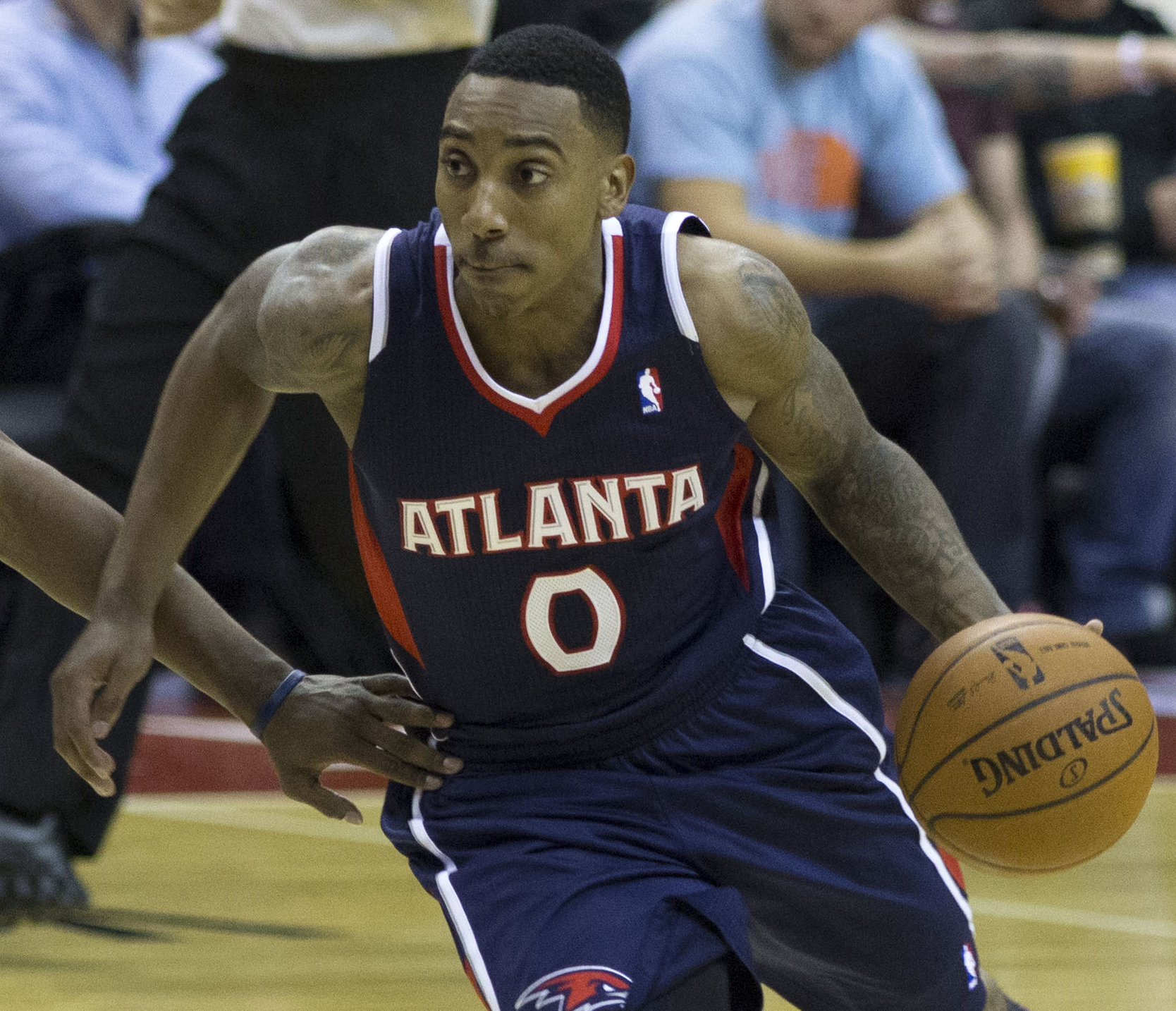
Jeff Teague

En septembre 2014, craignant qu’un nouveau scandale éclate après celui engendré par les propos de Donald Sterling, l'actionnaire majoritaire Bruce Levenson annonce son intention de vendre ses parts au sein de la franchise. Cette décision fait suite à un courriel daté de 2012 et considéré comme raciste. Devant cette décision, la NBA décide d'engager des discussions afin de trouver un nouvel acquéreur.
Dès le début de la saison et avec un effectif quasi inchangé par rapport à la saison précédente, les Hawks déjouent les pronostics en se plaçant en tête de la Conférence Est devant les favoris, Cleveland et Chicago. Ils enchainent 19 victoires consécutives entre le 27 décembre 2014 et le 31 janvier 2015. Le 31 janvier 2015, les Hawks sont devenus la première équipe de la NBA à remporter l'intégralité des matchs sur un mois civil, avec 17 victoires lors du mois de janvier. Le surprenant début de saison de la franchise est récompensé par les sélections de Al Horford, Jeff Teague, Paul Millsap et Kyle Korver lors du All Star Game 2015 . Atlanta devient ainsi la cinquième franchise de l'histoire à voir quatre de ses joueurs sélectionnés pour un match des étoiles. Mike Budenholzer est également choisi comme entraineur de la sélection Est , vingt et un ans après Lenny Wilkens. 

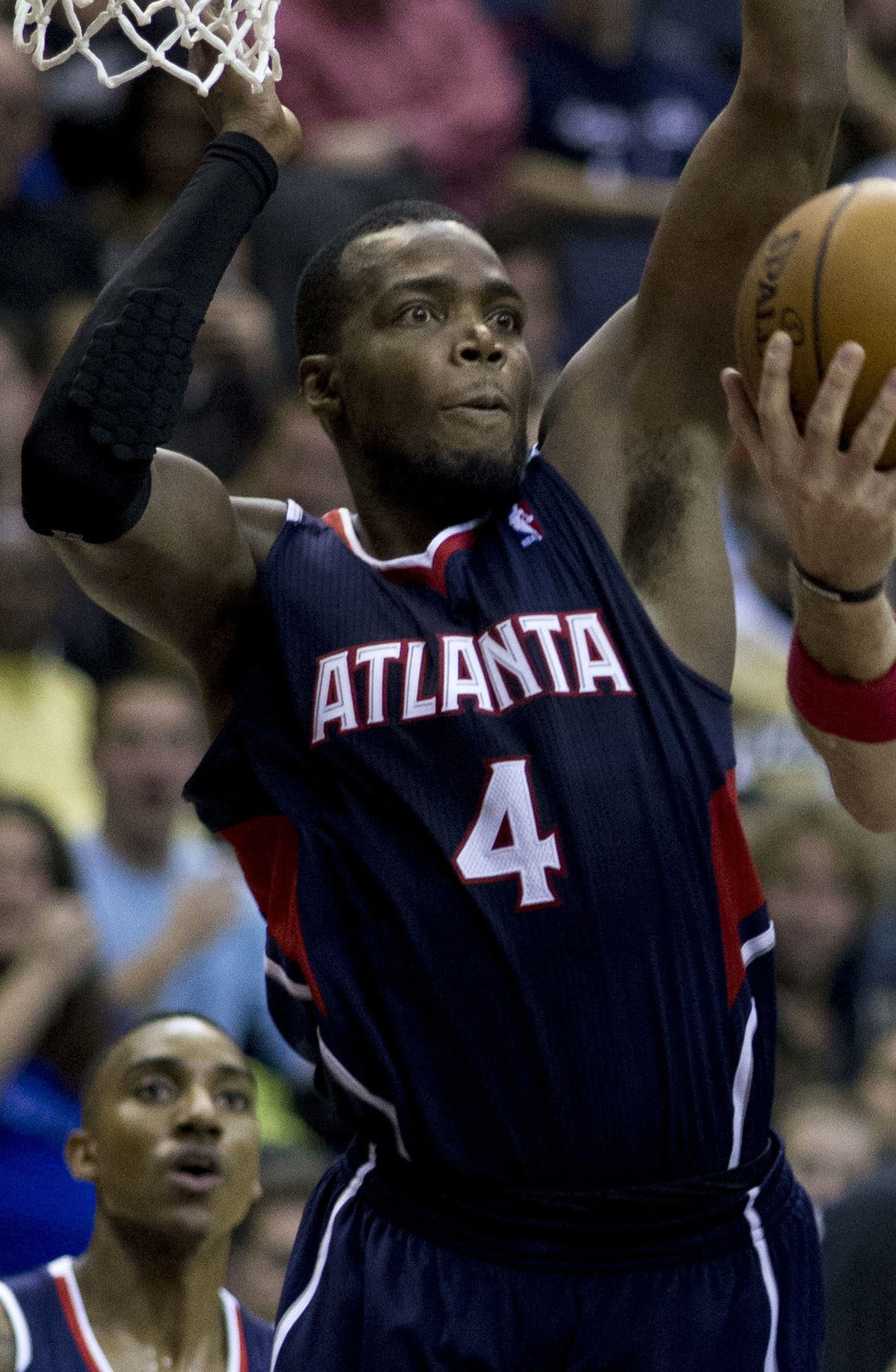
Paul Millsap

Le 5 mars 2015, une statue honorant Dominique Wilkins est inauguré devant la Philips Arena.
Atlanta atteint les 50 victoires après seulement 63 matchs disputés et remporte son premier titre de division depuis 1994. Les Hawks ont décroché la première place de la Conférence Est pour les playoffs. L’équipe a terminé un bilan record de 60-22. Mike Budenholzer est nommé entraineur de l'année.
Au premier tour de conférence, les Hawks battent les Nets de Brooklyn en six matchs. Les Hawks affrontent ensuite les Wizards de Washington en demi-finale, les battant également en six matchs. C'est la première fois qu'ils arrivent en finale de conférence, depuis 1967, pour y affronter les Cavaliers de Cleveland, mais ils sont éliminés en quatre matchs.
Le 11 septembre 2015, Dikembe Mutombo devient le troisième joueur des Hawks à devenir membre du Hall of Fame.
Lors de la saison 2015-2016, les Hawks réalisent une bonne saison, atteignant la 4e place de la conférence Est avec un bilan de 48-34. Ils sont éliminés comme la saison dernière par les Cavaliers de Cleveland, futurs champions, emmenés par LeBron James, en quatre matchs.
Le 22 juin 2016, les Hawks échangent Jeff Teague avec les Pacers de l'Indiana dans un accord de trois équipes. Le 8 juillet 2016, Al Horford a signé un contrat de 113 millions de dollars sur quatre ans avec les Celtics de Boston. Pour remplacer ce dernier dans le secteur intérieur, Dwight Howard a accepté de retourner à Atlanta avec un contrat de 70 millions de dollars sur trois ans. Les Hawks terminent la saison avec un bilan de 43-39, ce qui est suffisant pour la cinquième place de la conférence. Ils perdent cependant au premier tour des playoffs contre les Wizards de Washington en six matchs.
Le 20 juin 2017, Howard est envoyé, avec le 31e choix de la draft NBA 2017, aux Hornets de Charlotte en échange de Marco Belinelli, Miles Plumlee, et le 41e choix de draft. Deux jours plus tard, les Hawks choisissent l'ailier fort John Collins de Wake Forest avec le 19e choix. Le 13 juillet 2017, Paul Millsap a quitté les Hawks en signant avec les Nuggets de Denver.

### Époque de reconstruction (2017-)

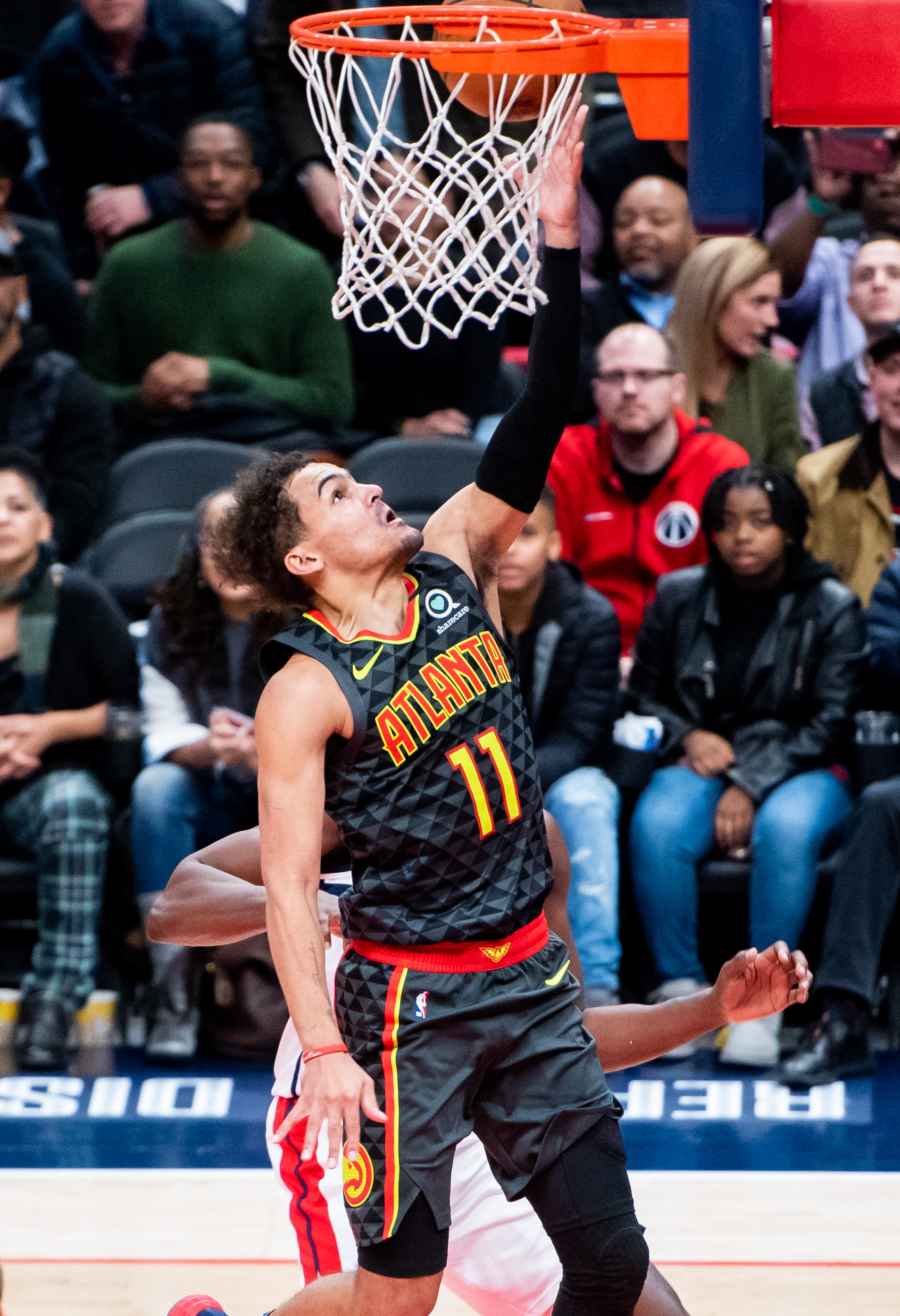
Trae Young

Les différentes pertes de joueurs, depuis leur saison historique de 2014-2015, tirent les Hawks vers le bas de la conférence. Ils terminent la saison 2017-2018 avec un bilan de 24-58, soit la dernière place de la conférence, et ratent les playoffs pour la première fois depuis la saison 2006-2007. Le 25 avril 2018, les Hawks et l’entraîneur Mike Budenholzer décident de se séparer.
Le 11 mai 2018, Lloyd Pierce est embauché par les Hawks comme entraîneur. Le 21 juin 2018, les Hawks choisissent Luka Dončić avec le troisième choix de la draft NBA 2018 et l’ont immédiatement échangé aux Mavericks de Dallas avec Trae Young et un tour de draft la saison suivante.
Malgré les attentes plus élevées pour la saison 2018-2019, les Hawks terminent avec un bilan de 29-53, ratant une nouvelle fois les playoffs. Les débuts de Trae Young sont hésitants en début de saison, avec de l'irrégularité, mais il réalise de belles performances individuelles, lui permettant d'obtenir sa première sélection au NBA All-Star Game lors de la saison 2019-2020. Cette saison marque également le départ à la retraite de Vince Carter, après 21 saisons disputées au sein de la ligue et l'arrivée de Clint Capela dans la franchise, au sein d'un transfert incluant 4 équipes et pas moins de 16 joueurs.
Durant l'intersaison de la saison 2020-2021, l'équipe obtient le 6e choix de la draft, avec lequel ils sélectionnent Onyeka Okongwu. Avec une large masse salariale et des jeunes joueurs prometteurs tels que Young et Collins, la franchise réalise de belles signatures durant la période d'agents libres en signant Rajon Rondo (qui est par la suite envoyé aux Clippers de Los Angeles en échange de Lou Williams), Bogdan Bogdanović ou encore Danilo Gallinari. Malgré un début de saison jugé décevant avec un bilan de 14 victoires pour 20 défaites, Lloyd Pierce est renvoyé et Nate McMillan prend le relai. Ce dernier arrive à métamorphoser l'équipe et contribue à qualifier officiellement les Hawks le 12 mai pour les playoffs avec une quatrième place de la conférence Est à quelques matchs de la fin de la saison régulière.
En 2020, Landry Fields devient l'adjoint de Travis Schlenk (en), general manager et président des opérations basket-ball des Hawks. En juin 2022, Fields est promu general manager des Hawks tandis que Schlenk reste président des opérations basket-ball.
Lors de la saison 2022-2023, les résultats des Hawks sont décevants (29 victoires et 30 défaites en février) et McMillan est limogé en février, remplacé à titre intérimaire par son adjoint Joe Prunty, jusqu'à l'embauche de Quin Snyder quelques jours plus tard avec un contrat sur cinq saisons.
Lors de la saison 2024-2025, les Hawks finissent à la 8e place dans la Conférence est avec un bilan de 40 victoires et 42 défaites. Ils sont éliminés lors du play-in tournament. Fields est licencié de son poste de general manager et remplacé par Onsi Saleh (en).

## Palmarès
- Champion NBA (1) : 1958.
- Champion de Division Ouest (7) : 1957, 1958, 1959, 1960, 1961, 1969, 1970.
- Champion de Division Centrale (3) : 1980, 1987, 1994.
- Champion de Division Sud-Est (2) : 2015 et 2021.
- Un total de 12 titres de champion de division.

## Meilleurs marqueurs de l'histoire de la franchise
| Place                                                                                     | Nom du joueur                          | Pays       | Points |
| ----------------------------------------------------------------------------------------- | -------------------------------------- | ---------- | ------ |
| 1er                                                                                       | Dominique Wilkins 1982 - 1994          | États-Unis | 23 292 |
| 2e                                                                                        | Bob Pettit 1954 - 1965                 | États-Unis | 20 880 |
| 3e                                                                                        | Lou Hudson 1966 - 1977                 | États-Unis | 16 049 |
| 4e                                                                                        | Cliff Hagan 1956 - 1966                | États-Unis | 13 447 |
| 5e                                                                                        | John Drew 1974 - 1982                  | États-Unis | 12 621 |
| 6e                                                                                        | Trae Young 2018 -                      | États-Unis | 11 495 |
| 7e                                                                                        | Joe Johnson 2005 - 2012                | États-Unis | 10 606 |
| 8e                                                                                        | Kevin Willis 1984 - 1994 / 2004 - 2005 | États-Unis | 10 582 |
| 9e                                                                                        | Josh Smith 2004 - 2013                 | États-Unis | 10 371 |
| 10e                                                                                       | Eddie Johnson 1977 - 1986              | États-Unis | 9 631  |
| Dernière mise à jour : 22 mars 2023 En gras : Joueurs évoluant toujours dans la franchise |                                        |            |        |

## Records individuels de la franchise
| Statistique                                                                                  | Nom du joueur     | Nombre               |
| -------------------------------------------------------------------------------------------- | ----------------- | -------------------- |
| Meilleur marqueur                                                                            | Dominique Wilkins | 23 292 points        |
| Meilleure moyenne points/match                                                               | Dominique Wilkins | 26,4 points / match  |
| Meilleur passeur                                                                             | Doc Rivers        | 3 866 passes         |
| Meilleure moyenne passes/match                                                               | Trae Young        | 9,5 passes / match   |
| Meilleur rebondeur                                                                           | Bob Pettit        | 12 849 rebonds       |
| Meilleure moyenne Rebonds/Match                                                              | Bob Pettit        | 16,2 rebonds / match |
| Meilleur contreur                                                                            | Tree Rollins      | 2 283 contres        |
| Meilleur intercepteur                                                                        | Mookie Blaylock   | 1 321 interceptions  |
| Meilleur pourcentage au tir                                                                  | Onyeka Okongwu    | 63,7 %               |
| 3 points marqués                                                                             | Mookie Blaylock   | 1 050 tirs marqués   |
| Meilleur pourcentage à 3 points                                                              | Tony Snell        | 56,9 %               |
| Lancers-francs marqués                                                                       | Bob Pettit        | 6 182 tirs marqués   |
| Meilleur pourcentage au lancer-franc                                                         | Danilo Gallinari  | 91,5 %               |
| Matchs joués                                                                                 | Dominique Wilkins | 882 matchs           |
| Dernière mise à jour : 25 janvier 2024 En gras : Joueurs évoluant toujours dans la franchise |                   |                      |

## Maillots retirés
- 9 - Bob Pettit
- 21 - Dominique Wilkins
- 23 - Lou Hudson
- 44 - Pete Maravich
- 55 - Dikembe Mutombo
- 59 - Kasim Reed (maire d'Atlanta de 2010 à 2018)

## Couleurs et symboles

### Logos successifs

Saison 1968-1969. Hawks d'Atlanta.
Saison 1969-1970. Hawks d'Atlanta.
De 1970 à 1972. Hawks d'Atlanta.
De 1972 à 1995. Hawks d'Atlanta.
De 1995 à 2007. Hawks d'Atlanta.
De 2007 à 2015. Hawks d'Atlanta.
De 2015 à 2020. Hawks d'Atlanta.
Depuis 2020. Hawks d'Atlanta.

### Maillots
Depuis que Nike fournit l'ensemble des tenues aux équipes de NBA, en 2017, les maillots « domicile » et « extérieur » ont été remplacés par une collection plus fournie, pouvant servir aussi bien en déplacement qu'à domicile, portant les noms « association », « icon », « statement » et « city », et pour certaines équipes en plus une version « classic » reprenant le design d'anciens maillots. À partir de 2020, les Hawks d'Atlanta devienne la seconde équipe de NBA à annoncer qu'elle portera au moins une tenue de la marque Jordan Brand, filiale de Nike (avec les Hornets de Charlotte, propriété de Jordan lui-même).